# أل أنتوني
أل أنتوني (بالإنجليزية: Al Anthony)‏ هو مقدم برامج إذاعية ومقدم تلفزيوني أمريكي، ولد في 24 يونيو 1929.